# Anna Gigiel
Anna Gigiel (ur. 26 marca 1981 w Malborku) – polska aktorka teatralno-musicalowa, śpiewaczka.

## Gdynia
Absolwentka Studium Wokalno-Aktorskiego im. Danuty Baduszkowej w Gdyni. (dyplom: rola Maureen w musicalu „Rent”). Jako studentka występowała w Teatrze Muzycznym w Gdyni, grała m.in. w spektaklach: 
- „Wichrowe Wzgórza”,
- „Jesus Christ Superstar”,
- „Evita”,
- „Dracula” (Adrianna/Sandra) - podczas ostatniego roku studiów

Jako aktorka tego teatru odtwarzała role w spektaklach:
- „Na szkle malowane”,
- „Chicago” oraz
- „Muzyka Gershwin”.

## Warszawa
Od 2005 roku występuje w teatrze Muzycznym Roma. Do tej pory wystąpiła tam jako:
- Magda w musicalu Romana Polańskiego „Taniec wampirów”,
- Multiflora w „Akademii pana Kleksa”.
- Carlotta Giudicelli w „Upiorze w Operze”.
- Fantyna w „Les Misérables”

Obecnie, od lutego 2015, figuruje w obsadzie musicalu „Mamma Mia” jako Tanya.

## Filmografia
- 2010 Usta usta jako pielęgniarka (odc. 17)
- 2007 Barwy szczęścia jako pielęgniarka (gościnnie)[1]
- 2003 Na Wspólnej jako dziewczyna (gościnnie)[1]
- 2000 M jak miłość jako Zuza (gościnnie)[1]